# 火炮牽引車

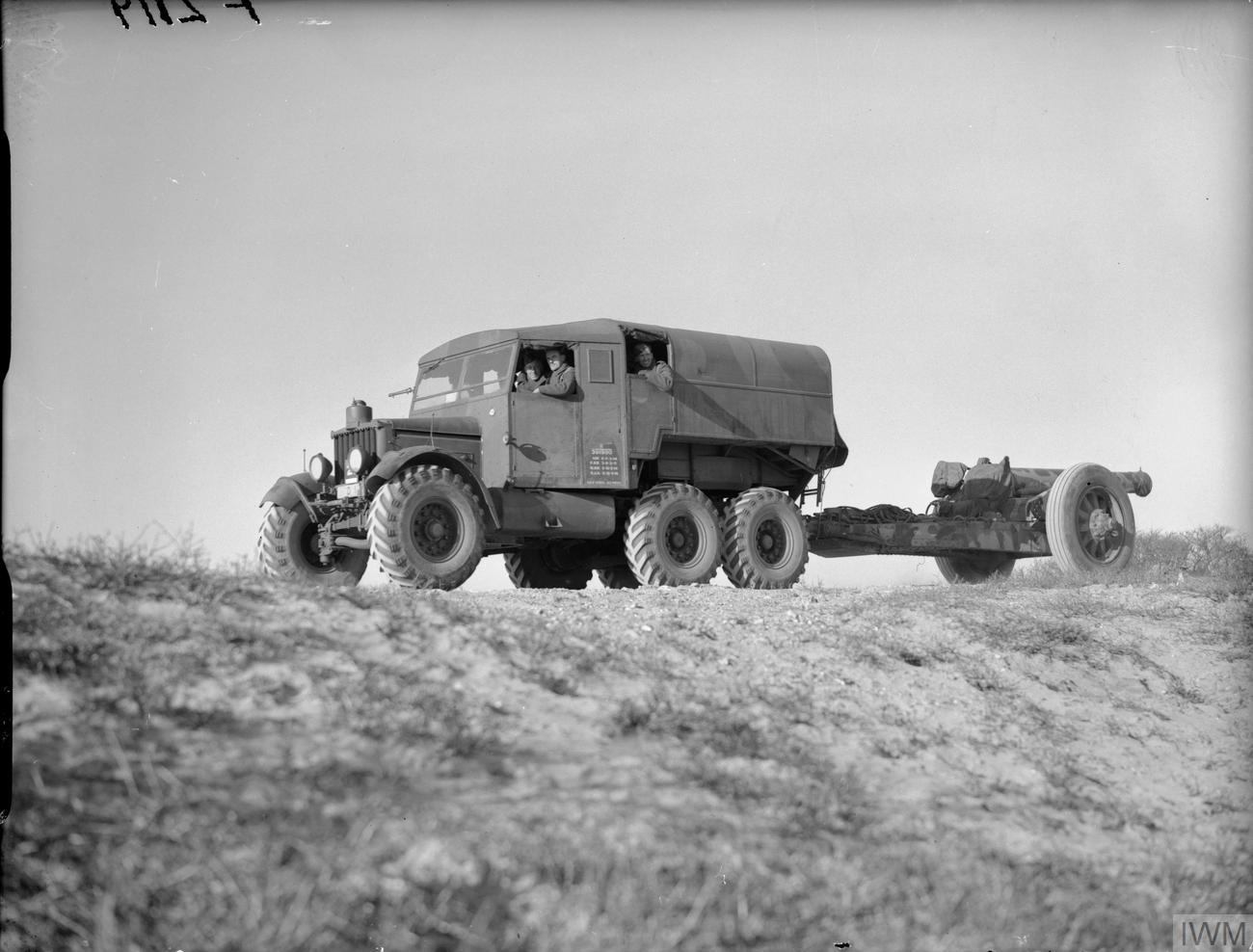
輪式英國二戰斯卡梅爾先鋒牽引 8 吋榴彈砲

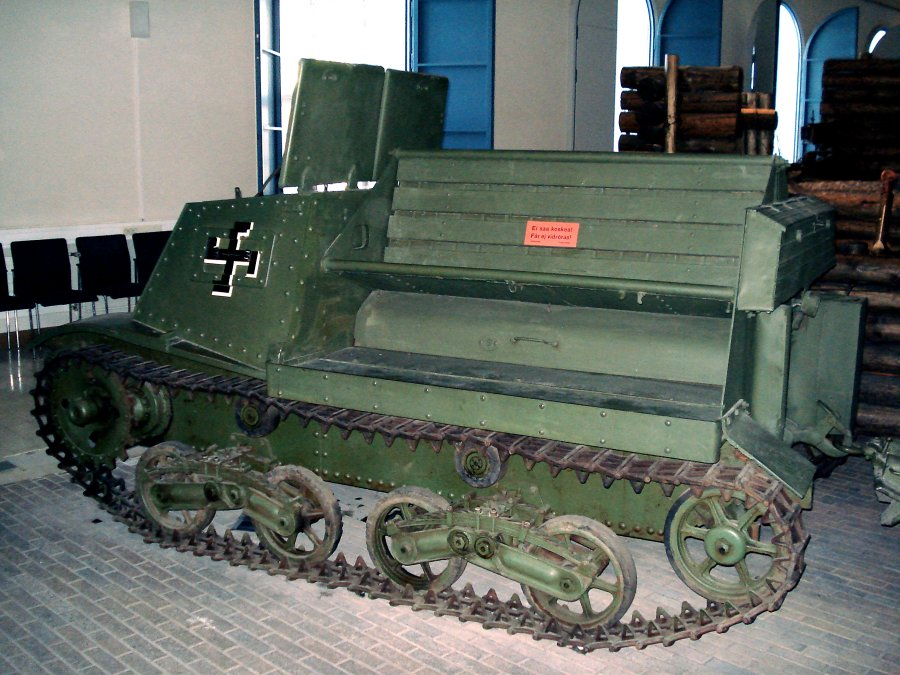
履帶式芬蘭二戰共青團員（從蘇聯繳獲）

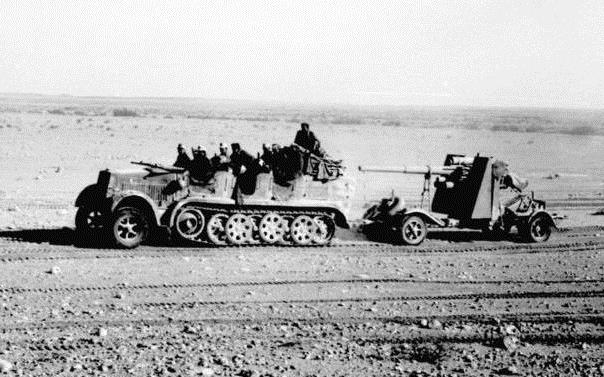
半履帶式德國Sd.克夫茲。 7牽引8.8 公分高射砲

火砲牽引車，也稱為火砲牽引車，是一種專門的重型牽引裝置，用於牽引不同重量和口徑的火砲。它可以是輪式、履帶式或半履帶式。

## 牽引力
根據牽引類型，火砲牽引車主要有兩種類型：輪式和履帶式。
- 輪式拖拉機通常是適合軍事服役的卡車的變體。
- 履帶式拖拉機在連續軌道上運行；在某些情況下，坦克底盤是在改裝的坦克底盤上建造的，其上部結構被替換為砲組人員或彈藥的隔間。

此外，半履帶拖拉機在兩次世界大戰期間和第二次世界大戰期間也被使用，特別是國防軍。這種類型的拖拉機大多在戰後停產。

## 历史

### 第一次世界大戰
第一批火砲拖拉機是在第一次世界大戰爆發之前設計的，通常基於霍爾特拖拉機等農業機械。這種車輛允許在戰術上使用重型火砲來補充輕型馬拉野戰炮。第一次世界大戰前可用的「無馬火砲」重 8 噸，功率 70 馬力，速度可達 8 英里/小時。 例如，在英國陸軍中，它允許皇家衛戍部隊砲兵的重砲在戰場上靈活使用。

### 第二次世界大戰

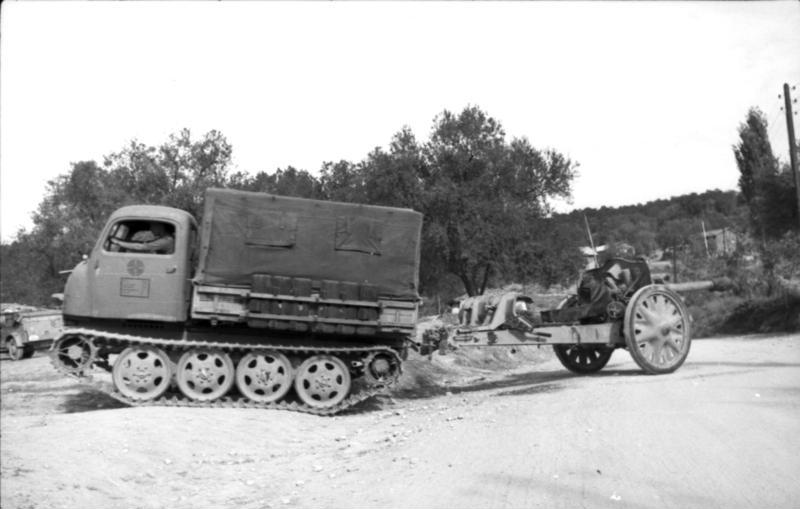
德國RSO 火砲牽引車牽引 105 公釐榴彈砲，1943年於阿爾巴尼亞

在第二次世界大戰中，馱馬仍然是許多軍隊最常見的動力來源。大多數國家在經濟和工業上都無法完全實現其軍隊的機動化。一種妥協是生產可用於部隊運輸、後勤和原動機角色的通用車輛，並用重型火砲牽引車來移動最重的火砲。
英國陸軍在戰前已全面機械化。在1920年代和1930年代，它曾使用維克斯中型龍和輕型龍全履帶式火砲牽引車，但從莫里斯CDSW開始，它們大部分被輪式車輛取代。在整個第二次世界大戰期間，皇家砲兵堅持使用專業火砲牽引車-被稱為“野戰砲兵牽引車”（FAT）-例如莫里斯“四輪車”、加拿大軍用型（CMP）“四輪車」和AEC 鬥牛士，而不是採用通用型目的車輛。火砲牽引車與「通用」（GS）車輛不同，它在駕駛室後面有一個用於火砲分隊的隔間，並與裝有彈藥和槍支倉庫的貨艙分開。
德國軍隊使用半履帶車作為火砲牽引車，例如 Sd.Kfz.7。在其他國家，半履帶式拖拉機並不常用於此用途。與輪式車輛相比，它們具有更好的越野能力，但在道路上速度較慢且更容易發生故障。然而，對於德國來說，馬匹仍然是整個戰爭期間最常見的牽引火砲的方式。

### 現代戰爭
在現代戰爭中，牽引火砲已部分讓位給自走砲。在砲架內安裝輔助動力裝置以在推進引擎離線時提供動力也很常見。
傳統的牽引式火砲仍然可以在複雜性和重量較重的部隊中找到：例如空中機動部隊、兩棲部隊和其他輕型部隊。在這樣的部隊中，有機運輸通常有限，任何可用的運輸工具都可以兼作火砲牽引車，以便在需要時重新定位火砲。例如，具有不同主要用途的工程車輛，如美國海軍陸戰隊的輕型越野堆高機(LCRTF)，這是一種能夠從任一端牽引設備的多功能伸縮臂叉車。

## 火砲牽引車列表
以下是一些火砲牽引車的例子，依牽引系統和時代進行分類。

### 輪式

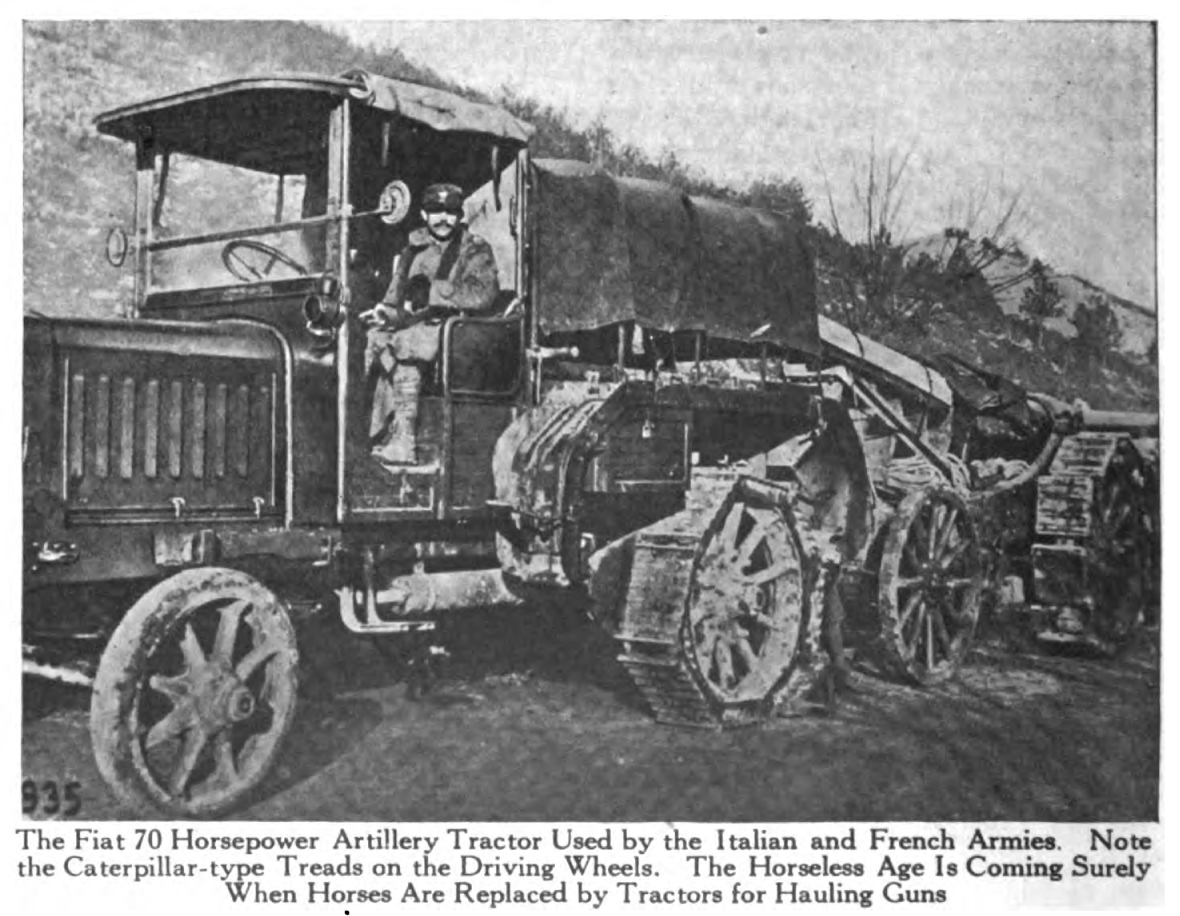
1918 年《無馬時代》雜誌上的菲亞特火砲拖拉機

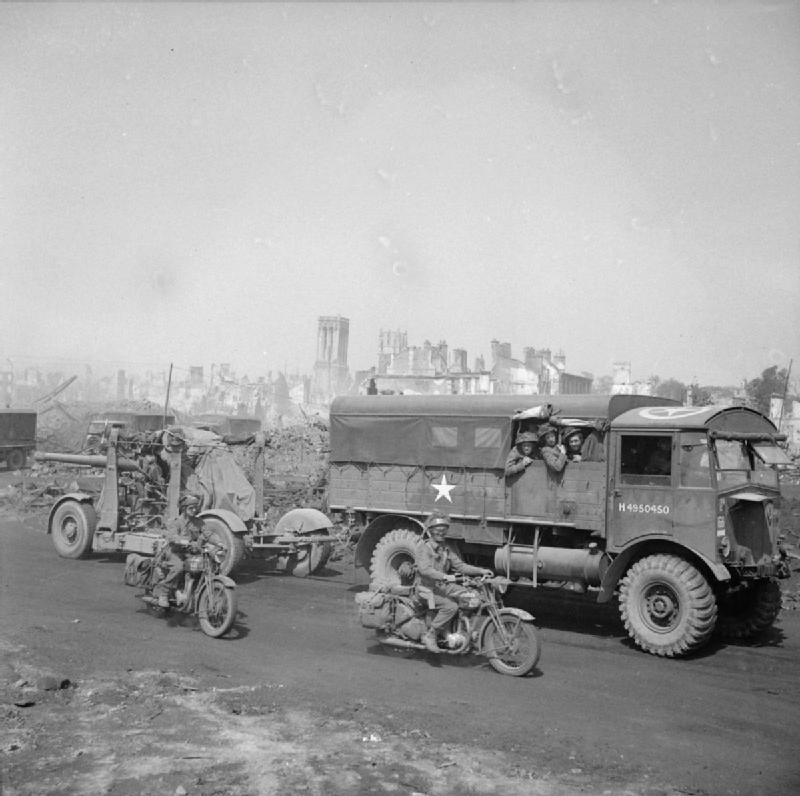
AEC Matador拖曳 3.7 吋火砲，卡昂，1944 年

#### 第一次世界大戰前
- 桑尼克羅夫特「蒸汽機」 – 英國，第二次佈爾戰爭
- Thornycroft牽引槍 – 英國，第一次世界大戰
- Latil TAR – 法國，第一次世界大戰
- 雷諾EG – 法國，第一次世界大戰（在第二次世界大戰中也用作重型火砲牽引車） [2]
- Tracteur Panhard-Châtillon – 法國，第一次世界大戰[3]

#### 兩次世界大戰與第二次世界大戰
- Thornycroft Hathi – 英國，1924 年；早期 4x4
- 克虜伯 Protze戰車 - 德國，1933 年；牽引3.7 公分 PaK火砲
- Scammell Pioneer – 英國，1937 年；用於重型火砲的卡車
- 莫里斯C8 – 英國，1938 年；「四輪」英國牽引車；牽引25 磅炮、 6 磅反戰車砲和40 毫米博福斯防空砲
- Karrier KT4 – 英國；為英屬印度軍隊服務
- AEC Matador - 英國，第二次世界大戰；用於牽引中型火砲（例如5.5 英寸火砲和3.7英寸防空砲
- Fiat-SPA TL37 - 義大利，第二次世界大戰；用於75/27 Mod.06和100/17 mod.14野戰砲的四輪轉向拖拉機。
- 布雷達 51 –義大利，1936 年；6x4 卡車，用於移動設備/部隊、拉動火砲。
- Breda 52 - 義大利，1938 年；6x4 卡車，底盤更堅固，可安裝Cannone da 90/53
- Laffly V15 T – 法國，第二次世界大戰；牽引 25 毫米反戰車炮
- Laffly S15 T – 法國，第二次世界大戰；牽引法國 75 和短 105 毫米野戰炮
- Mack NO – 美國，第二次世界大戰；6x6 卡車用於牽引155 毫米“長湯姆”野戰炮和類似的中型火砲
- 道奇 WC4 和 WC22 – 美國，第二次世界大戰；4x4 卡車，用於牽引M3 反戰車砲、其乘員和彈藥
- 白色偵察車– 美國，1941 年；4x4 多功能裝甲車
- CMP FAT – 加拿大，第二次世界大戰
- Radschlepper Ost – 德國，1942 年
- C2P - 波蘭，1939 年；德國被佔領，1940 年至 1945 年
- C7P - 1939 年佔領波蘭，1940 年至 1941 年佔領德國

#### 戰後
- 貝德福德 4x4 火砲牽引車 - 英國，於 20 世紀 50 年代末推出，用於牽引 25 磅炮
- 利蘭火星人（FV1103）—英國，中型火砲拖拉機，10噸，6x6；20世紀50年代末取代了鬥牛士。
- Pinzgauer 高機動全地形車– 英國，1971 年
- 路虎 101 前向控制- 英國，1972 年
- Coyote 6x6 TSV – 英國，2009 年

### 半履帶式

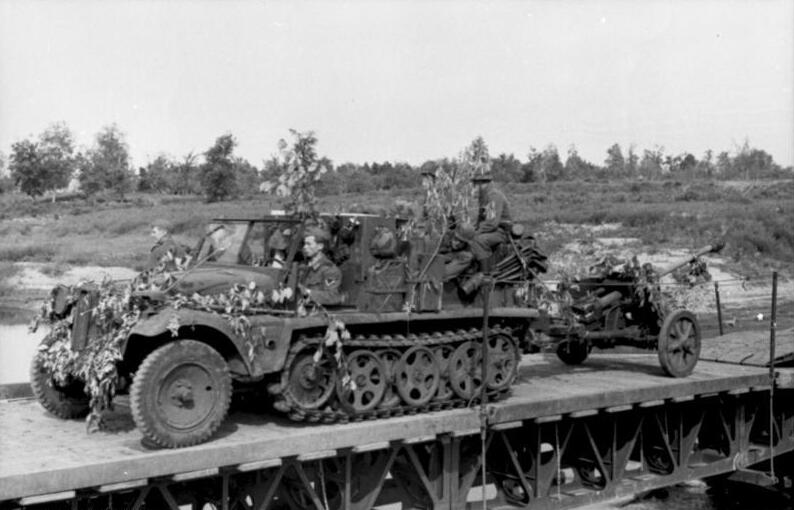
沙特爾凱夫拉10牽引 5cm 反戰車炮，俄羅斯，1942 年

- Unic P107 – 法國，1934 年；牽引法國 75 和短 105 毫米野戰炮
- SOMUA MCG – 法國；拖曳法國長 105 和短 155 毫米野戰炮
- 沙特爾凱夫拉7 – 德國，1938 年；8 噸半履帶車經常牽引 Flak 36 88 毫米
- 沙特爾凱夫拉9 – 德國，1938 年；用於重型牽引炮，例如24 厘米 Kanone 3
- 沙特爾凱夫拉10 – 德國，1938 年；也是Sd.Kfz 的基礎。  250輕型半履帶裝甲車
- 沙特爾凱夫拉11 – 德國，1938 年；3 噸中型牽引車，包括 3.7 公分 FlaK 43 高射砲和 10.5 cm leFH 18 野戰榴彈砲
- M2 半履帶車– 美國，1940 年
- M3半履帶車－美國，1940年

### 履帶式戰車底盤

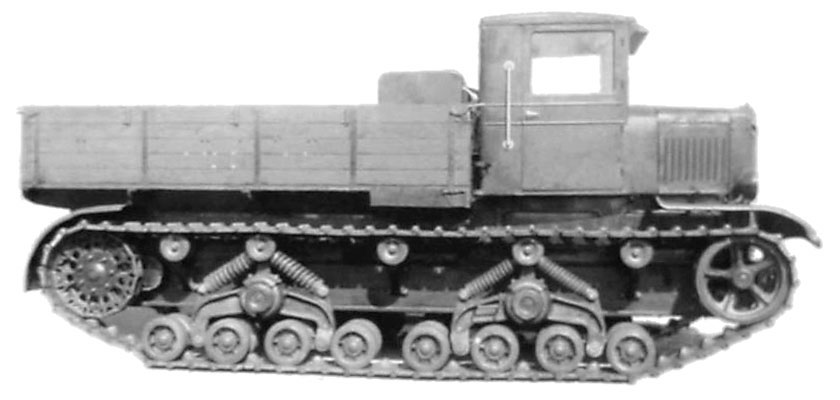
蘇聯伏羅希洛夫火砲牽引車

- 龍式中型 Mark IV – 英國陸軍，1928 年；由維克斯 6 噸 Mark E 發展而來。
- T-24底盤
  - 共產國際
  - 沃羅希洛韋茨
- M2輕型戰車底盤
  - M4 高速拖拉機– 美國，1943 年
- M3 Stuart底盤
  - M5 高速拖拉機– 美國，1942 年
- M3 Lee底盤
  - M33 原動機－透過拆除 M31 TRV 的砲塔和回收裝置進行改裝。 1943-44 年間有 109 人皈依。
- M4謝爾曼底盤
  - M34 原動機－透過從 M32B1 TRV（M4A1 謝爾曼坦克底盤上拆除回收裝置，作為裝甲回收車）上拆除回收裝置，並添加空氣煞車來牽引重型火砲。 24 於 1944 年由切斯特戰車倉庫改裝。
  - M35 原動機－拆除了M10A1戰車殲擊車（M4A3 謝爾曼戰車底盤）的砲塔，並增加了空氣煞車，可牽引 155 毫米和 240 毫米火砲。
  - 謝爾曼砲塔 – 英國在義大利的戰地改裝，拆除了老式 M4A2 謝爾曼坦克的砲塔，以拖曳 17 磅反戰車砲並運載乘員和彈藥
  - 金鋼狼砲塔 - 拆除砲塔改裝的英國 M10（M4A2 底盤）或 M10A1（M4A3 底盤），1944-45 年
- 十字軍 II，Mk I 牽引車– 英國陸軍，十字軍坦克的變種
- M41沃克鬥牛犬底盤
  - M8 高速拖拉機– 美國，1950 年

### 履帶式，其他底盤

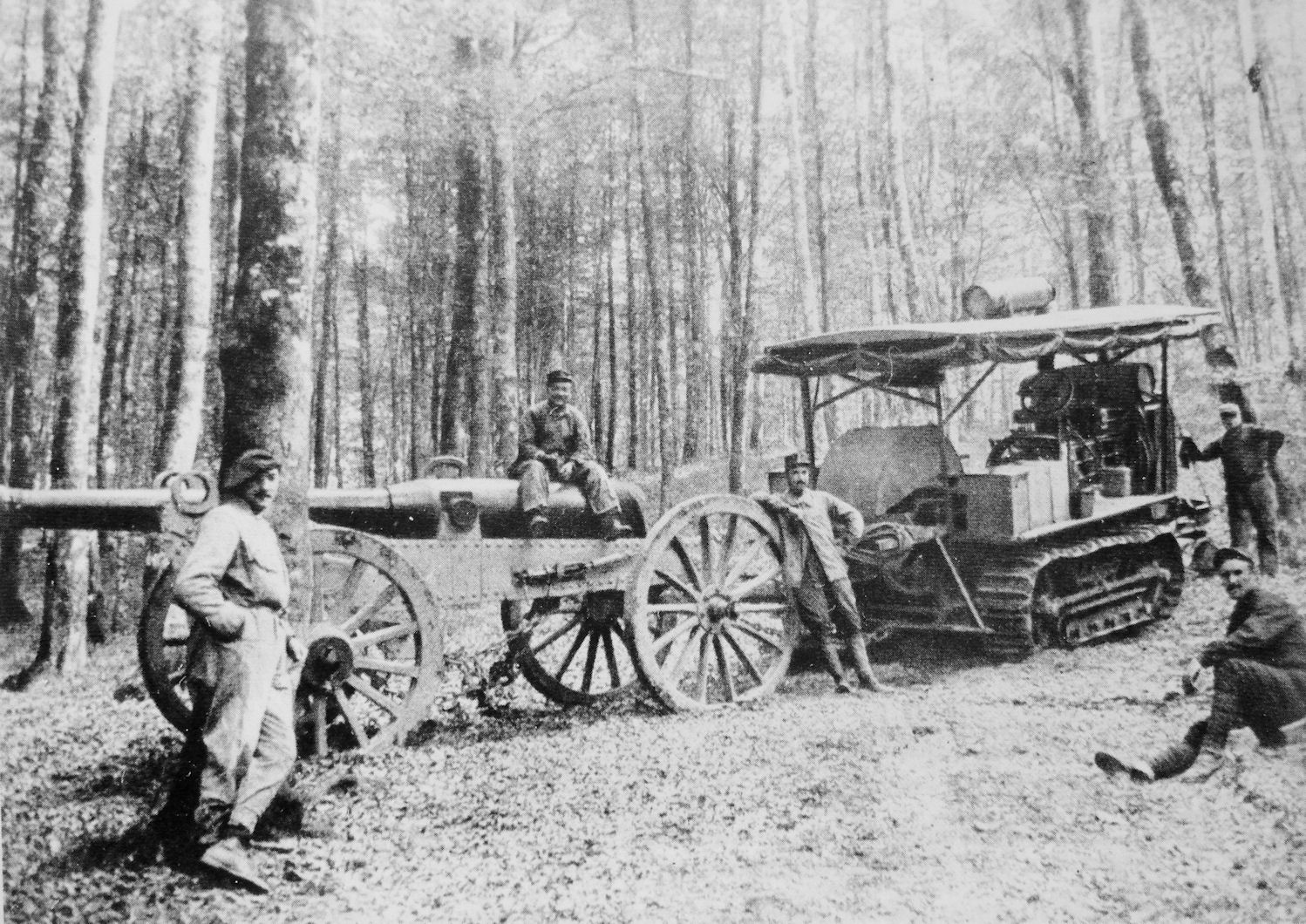
1915 年春，法國軍隊在孚日山脈使用的霍爾特拖拉機。

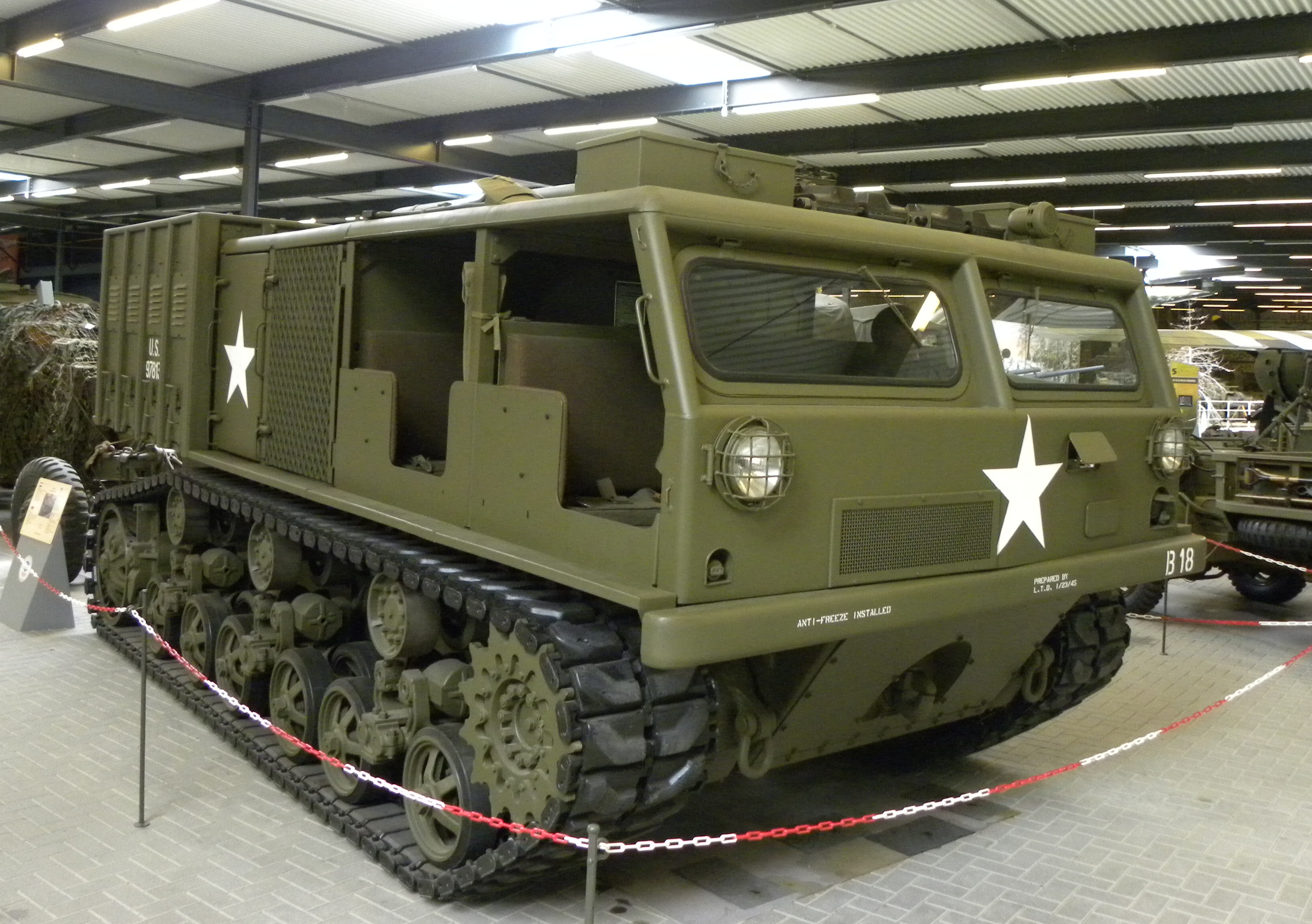
展出的美國M6 拖拉機

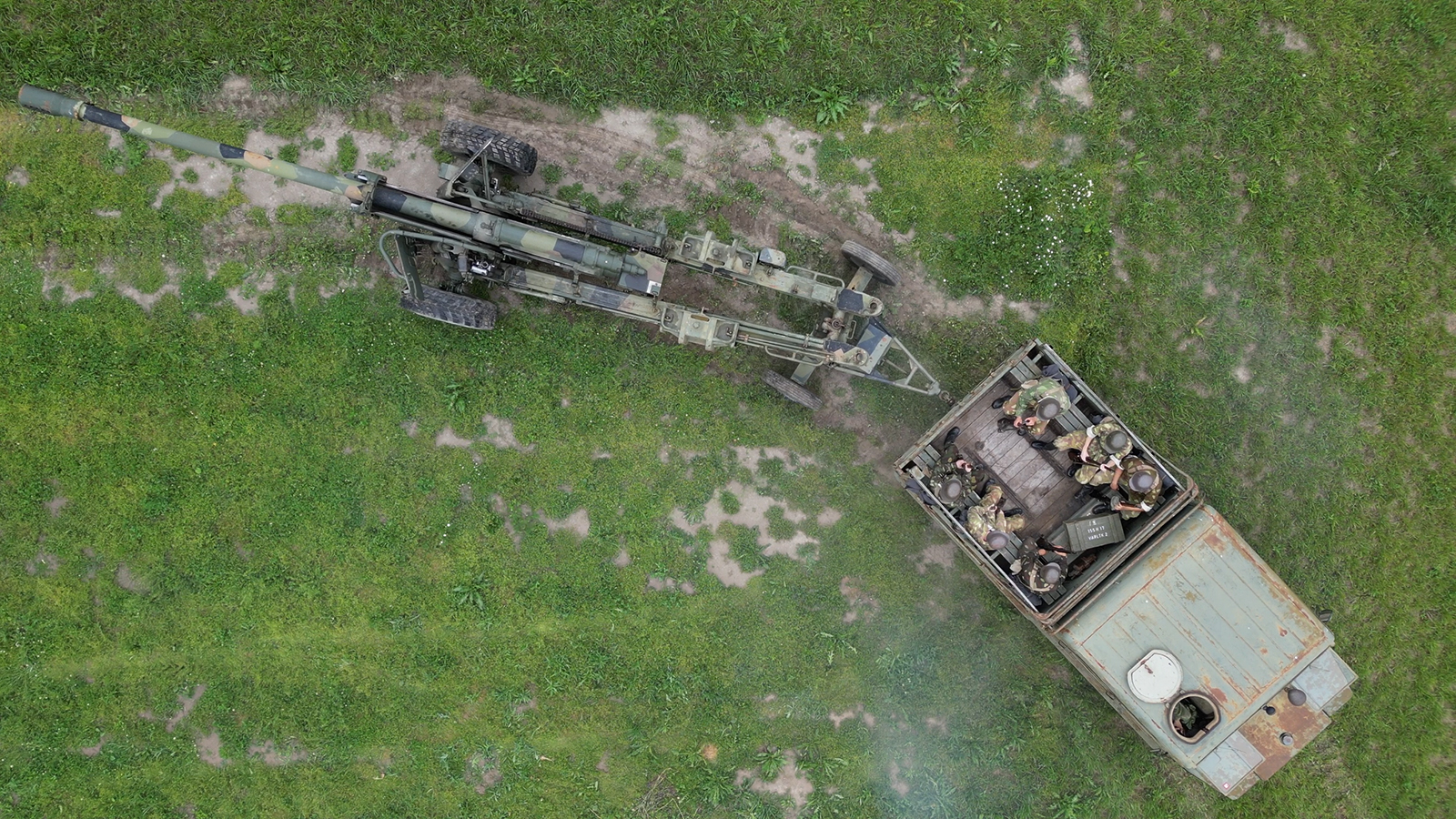
芬蘭的蘇聯 AT-S

#### 第一次世界大戰前
- 霍恩斯比拖拉機– 英國陸軍，1910 年
- 霍爾特拖拉機
- 最好的

#### 兩次世界大戰之間與第二次世界大戰
- 雷諾 UE Chenillette – 法國，1932 年
- C7P-波蘭，1934年
- STZ-5——蘇聯
- 通用運輸車- 英國，1936 年；“布倫機槍運輸車”，裝甲多用途拖拉機
- Loyd Carrier – 英國，1940 年
- M6 高速拖拉機– 美國，1944 年
- 勞彭施萊珀 (Raupenschlepper)，東部(RSO) – 德國，1942 年

#### 戰後
- Snow Trac – 1957 年，英國皇家海軍陸戰隊輕型WOMBAT砲架
- AT-L——蘇聯
- ATS-59——蘇聯
- AT-S——蘇聯
- AT-T——蘇聯
- MT-LB T – 蘇聯，20 世紀 70 年代中期，MT-LB 裝甲運兵車的變體。
- 日立 73 型– 日本，1974 年

### 筆記
1. ↑  . The Independent. Jul 13, 1914  [August 14, 2012].
2. ↑  Vauvillier, François.  [All military Renaults (1914–1940): Volume 1, the trucks]. Histoire et Collections. 2018: 23. ISBN 978-2-35250-498-6 （法语）.
3. ↑  Sumner, Ian. https://books.google.com/books?id=S6ijCwAAQBAJ&q=Panhard+Chatillon&pg=PA17 |chapterurl=缺少标题 (帮助). . Bloomsbury Publishing. 2012: 17. ISBN 978-1-84603-502-9.